# Premier Soccer League 2014-15
La PSL 2014-15 fue la 19.ª edición de la Premier Soccer League, la máxima categoría del fútbol profesional en Sudáfrica. La temporada inició el 2 de agosto de 2014 y finalizó el 9 de mayo de 2015. El club Kaizer Chiefs de Johannesburgo se coronó campeón de liga por cuarta vez en la historia de la PSL.

## Equipos participantes
El Golden Arrows descendido a la temporada pasada, fue reemplazado por el Chippa United campeón de la Primera División de Sudáfrica.
| Pos. | Descendido de PSL 2013/14 |
| ---- | ------------------------- |
| 16.º | Golden Arrows (Durban)    |

| Pos | Ascendido de la Primera División |
| --- | -------------------------------- |
| 1.º | Chippa United (Port Elizabeth)   |

| Equipo                | Ciudad                 | Estadio                    | Capacidad |
| --------------------- | ---------------------- | -------------------------- | --------- |
| Ajax Cape Town        | Cape Town              | Cape Town Stadium          | 55.000    |
| AmaZulu               | Durban                 | Moses Mabhida Stadium      | 54.000    |
| Bidvest Wits          | Johannesburgo          | Bidvest Stadium            | 5.000     |
| Bloemfontein Celtic   | Bloemfontein           | Free State                 | 45.058    |
| Chippa United         | Port Elizabeth         | Nelson Mandela Bay Stadium | 49.000    |
| Free State Stars      | Bethlehem              | Charles Mopeli Stadium     | 35.000    |
| Kaizer Chiefs         | Johannesburgo          | FNB Stadium (Soccer City)  | 94.700    |
| Mamelodi Sundowns     | Pretoria               | Loftus Versfeld Stadium    | 52.000    |
| Maritzburg United     | Pietermaritzburg       | Harry Gwala Stadium        | 10.700    |
| Moroka Swallows       | Johannesburgo (Soweto) | Dobsonville Stadium        | 24.000    |
| Mpumalanga Black Aces | Nelspruit              | Mbombela Stadium           | 40.900    |
| Orlando Pirates       | Johannesburgo (Soweto) | Orlando Stadium            | 36.400    |
| Platinum Stars        | Rustenburg             | Royal Bafokeng Stadium     | 45.000    |
| Polokwane City        | Polokwane              | Peter Mokaba Stadium       | 41.733    |
| Supersport United     | Pretoria               | Lucas Moripe Stadium       | 28.900    |
| Tuks FC               | Pretoria               | Tuks ABSA Stadium          | 8.000     |

## Clasificación final
| Pos | Equipo                 | PJ | PG | PE | PP | GF | GC | GA  | Pts |
| --- | ---------------------- | -- | -- | -- | -- | -- | -- | --- | --- |
| 1.  | Kaizer Chiefs          | 30 | 21 | 6  | 3  | 41 | 14 | +27 | 69  |
| 2.  | Mamelodi Sundowns      | 30 | 16 | 9  | 5  | 44 | 24 | +20 | 57  |
| 3.  | Wits University        | 30 | 15 | 7  | 8  | 34 | 25 | +9  | 52  |
| 4.  | Orlando Pirates        | 30 | 13 | 11 | 6  | 46 | 29 | +17 | 50  |
| 5.  | Ajax Cape Town         | 30 | 12 | 8  | 10 | 34 | 35 | -1  | 44  |
| 6.  | SuperSport United      | 30 | 12 | 5  | 13 | 39 | 40 | -1  | 41  |
| 7.  | Bloemfontein Celtic    | 30 | 11 | 7  | 12 | 34 | 27 | +7  | 40  |
| 8.  | Maritzburg United      | 30 | 10 | 10 | 10 | 30 | 25 | +5  | 40  |
| 9.  | Free State Stars       | 30 | 10 | 8  | 12 | 34 | 39 | -5  | 38  |
| 10. | Mpumalanga Black Aces  | 30 | 7  | 13 | 10 | 35 | 39 | -4  | 34  |
| 11. | Platinum Stars         | 30 | 8  | 10 | 12 | 30 | 38 | -8  | 34  |
| 12. | Polokwane City         | 30 | 9  | 7  | 14 | 42 | 60 | -18 | 34  |
| 13. | Pretoria University FC | 30 | 7  | 11 | 12 | 28 | 32 | -4  | 32  |
| 14. | Chippa United (A)      | 30 | 7  | 9  | 14 | 23 | 37 | -14 | 30  |
| 15. | Moroka Swallows        | 30 | 8  | 6  | 16 | 30 | 47 | -17 | 30  |
| 16. | AmaZulu                | 30 | 6  | 9  | 15 | 31 | 44 | -13 | 27  |

 PJ = Partidos jugados; PG = Partidos ganados; PE = Partidos empatados; PP = Partidos perdidos;
GF = Goles anotados; GC = Goles recibidos; DG = Diferencia de gol; PTS = Puntos

(A) : Ascendido la temporada anterior.
|  | Campeón y clasificado a la Liga de Campeones de la CAF 2016. |
|  | Clasificado a la Liga de Campeones de la CAF 2016.           |
|  | Clasificado a la Copa Confederación de la CAF 2016.          |
|  | Juega la serie de promoción.                                 |
|  | Descenso directo a la Primera División de Sudáfrica.         |

## Torneo Playoff
- Golden Arrows campeón de la Primera División de Sudáfrica 2014-15 asciende directamente a la Premier Soccer League 2015-16, mientras el segundo y tercer clasificado Jomo Cosmos y Black Leopards respectivamente, disputan un playoffs por un cupo en la máxima categoría con el Moroka Swallows clasificado 15° en la PSL.

| Pos | Equipo          | PJ | PG | PE | PP | GF | GC | GA | Pts |
| --- | --------------- | -- | -- | -- | -- | -- | -- | -- | --- |
| 1.  | Jomo Cosmos     | 4  | 2  | 1  | 1  | 5  | 3  | +2 | 7   |
| 2.  | Black Leopards  | 4  | 2  | 1  | 1  | 3  | 2  | +1 | 7   |
| 3.  | Moroka Swallows | 4  | 1  | 0  | 3  | 3  | 6  | -3 | 3   |

- Jomo Cosmos asciende a la Premier Soccer League, Moroka Swallows pierde la categoría.

## Goleadores
| Pos. | Jugador              | Club                | Goles |
| ---- | -------------------- | ------------------- | ----- |
| 1    | Moeketsi Sekola      | Free State Stars    | 14    |
| 2    | Lerato Trevor Lamola | Bloemfontein Celtic | 13    |
| 3    | Puleng Tlolane       | Polokwane City      | 11    |
| 4    | Kermit Erasmus       | Orlando Pirates     | 10    |
| 4    | Cuthbert Malajila    | Mamelodi Sundowns   | 10    |
| 6    | Jeremy Brockie       | Supersport United   | 8     |
| 6    | Ndumiso Mabena       | Platinum Stars      | 8     |
| 6    | Lehlohonolo Majoro   | Orlando Pirates     | 8     |
| 9    | Khama Billiat        | Mamelodi Sundowns   | 7     |
| 9    | George Lebese        | Kaizer Chiefs       | 7     |
| 9    | Thabo Mnyamane       | Pretoria University | 7     |
| 9    | Siyabonga Nomvethe   | Moroka Swallows     | 7     |
| 9    | Atusaye Nyondo       | Pretoria University | 7     |
| 9    | Bernard Parker       | Kaizer Chiefs       | 7     |
| 9    | Eleazar Rodgers      | Platinum Stars      | 7     |